# Spyro the Dragon
Spyro the Dragon je platformska igra koju je razvila tvrtka Insomniac Games za PlayStation. Prva je od igara iz serije igara Spyro the Dragon. Prva igra je bila mnoštveno popularna kod početnog izdanja i Spyro će kasnije postati jedno od najprepoznatljivijih, popularnih i cijenjenih igraćih ikona za PlayStationove igraće konzole.
Glavni likovi igre su mladi ljubičasti zmaj Spyro i njegov prijatelj vretence Sparx.

## Igra
Igra se sastoji od mnogih različitih razina (carstava), svih povezanih zajedno sa središtima svjetova. U svakome svijetu cilj je prikupiti određenu količinu stvari, bilo dragulja, bilo spašenih zmajeva ili zmajevih jaja, kako bi se moglo putovati u idući svijet. Svaki svijet i njegova carstva su postupno teža od prošlih. Prvih par carstava su mala polja sa samo nekoliko načina za umrijeti, ali ona kasnije postaju teža u igri. Mnogo kasnije razine se usredotočuju na Spyrovim mogućnostima jedrenja od platforme do platforme. U svakom se svijetu nalazi boss kojega se ne mora poraziti, osim zadnjega svijeta u kojemu se nalazi glavni boss. Svaki svijet ima leteće razine (trkaće staze), gdje je uobičajena Spyrova sposobnost jedrenja zrakom zamijenjena sposobnošću pomoću koje može slobodno letjeti. Cilj je dovršiti određen broj prepreka (kao što su zrakoplovi koje treba raznijeti i prstenje kroz koje se može proletjeti) koje svaka od njih povećava malu količinu vremena tijekom odbrojavanja određenog tekućeg vremena.

## Sinopsis

### Likovi
Zmaj Spyro je glavni lik, uz vretence Sparx, njegovoga najboljega prijatelja koji oponaša razinu zdravlja igrača i koji pomaže u prikupljanju dragulja. Na svome putu, Spyro odleđuje razne zmajeve koji su također ključni likovi u Spyrovom napretku kroz igru. Gnasty Gnorc je glavni negativac koji kristalizira sve zmajeve.

### Priča
Prije početka igre, pet obitelji Zmajeva živjele su u skladu u njihovih pet svjetova (to su Obrtnici, Mirovnjaci, Čarobnjaci, Zvjerotvorci i Snovotkalci). Njihovi životi su veseli i mirni sve dok Gnasty Gnorc nije napao zmajeva carstva koristeći čarobni urok pomoću kojega kristalizira sve zmajeve, osim Spyra koji izmiče uroku zbog svog niskog rasta. Spyro tada kreće putem zmajevih carstava u spašavanje kristaliziranih zmajeva koji mu daju savjete dok se ne suoči s Gnastyjem. Ako je igrač prikupio sve dragulje, spasio sve zmajeve i zmajeva jaja, onda se prikazuje alternativni završetak.

### Razine
- Artisans (Obrtnici):
  - Artisans Home (Dom Obrtnika)
  - Stone Hill (Kameno brdo)
  - Dark Hallow (Mračna udolina)
  - Town Square (Gradski trg)
  - Toasty
- Peace Keepers (Mirovnjaci):
  - Peace Keepers Home (Dom Mirovnjaka)
  - Dry Canyon (Suhi klanac)
  - Cliff Town (Grad na litici)
  - Ice Cavern (Ledena pećina)
  - Doctor Shemp (Doktor Shemp)
- Magic Crafters (Čarobnjaci):
  - Magic Crafters Home (Dom Čarobnjaka)
  - Alpine Ridge (Alpski greben)
  - High Caves (Visoke špilje)
  - Wizard Peak (Čarobnjakov vrh)
  - Blowhard
- Beast Makers (Zvjerotvorci):
  - Beast Makers Home (Dom Zvjerotvoraca)
  - Terrace Village (Selo terasa)
  - Misty Bog (Maglovita močvara)
  - Tree Tops (Vrhovi stabala)
  - Metalhead
- Dream Weavers (Snovotkalci):
  - Dream Weavers Home (Dom Snovotkalaca)
  - Dark Passage (Mračni prolaz)
  - Lofty Castle (Uzvišeni dvorac)
  - Haunted Towers (Uklete kule)
  - Jacques
- Gnasty's World (Gnastyjev Svijet):
  - Gnorc Gnexus (Gnorcovo središte)
  - Gnorc Cove (Gnorcova uvala)
  - Twilight Harbour (Luka sumraka)

## Razvoj
Razvoj igre Spyro the Dragon započeo je 1997., godinu dana poslije objave igre Disruptor. Ideju zmaja predstavio je Insomniacov umjetnik Craig Stitt, dok je Alex Hastings razvijao 3D panoramični engine koji sadrži neke od prvih "level of detail" renderera korištenih na PlayStationu. Tijekom razvoja igre, Spyro je izvorno trebao biti zelene boje, ali su programeri zaključili kako je to loša ideja zbog toga što se je mogao uklopiti u travnata područja, pa su mu na kraju promijenili boju u ljubičastu. U izjavi, Ted Price je naglasio kako odustaju od serije igara nakon objavljivanja igre Spyro: Year of the Dragon zato što su mu akcije ograničene, zbog toga što ne može ništa držati u svojim rukama.

## Glazbeni zapis igre
Glazbu koja se pojavljuje u igri Spyro The Dragon skladao ju je i izveo Stewart Copeland (bivši bubnjar skupine The Police). Mnogo komada iz igre ili glazbenih motiva iz nje su stvorili svoj put prema ostalim Copelandovim komadima.

## Preuzimanje
Igra je sada dostupna za preuzimanje u PlayStation Storeu za PSP i PlayStation 3 u Sjevernoj Americi i u Japanu za 5.99$ ili 545 jena.
GameSpot je igri dao ocjenu 8.3, opisavši ju kao igru koja ima vrlu dobru grafiku za njeno vrijeme, i kao jedna od prvih dobro primljenih full-3D platformskih igara za izvorni PlayStation.

## Vanjske poveznice
- Službena stranica (SAD)
- Službena stranica (UK)  Arhivirana inačica izvorne stranice od 11. veljače 2014. (Wayback Machine)
- Insomniacov službeni Spyro odjeljak  Arhivirana inačica izvorne stranice od 10. svibnja 2008. (Wayback Machine)